# Pedrera
|  | Per a altres significats, vegeu «Pedrera (desambiguació)». |

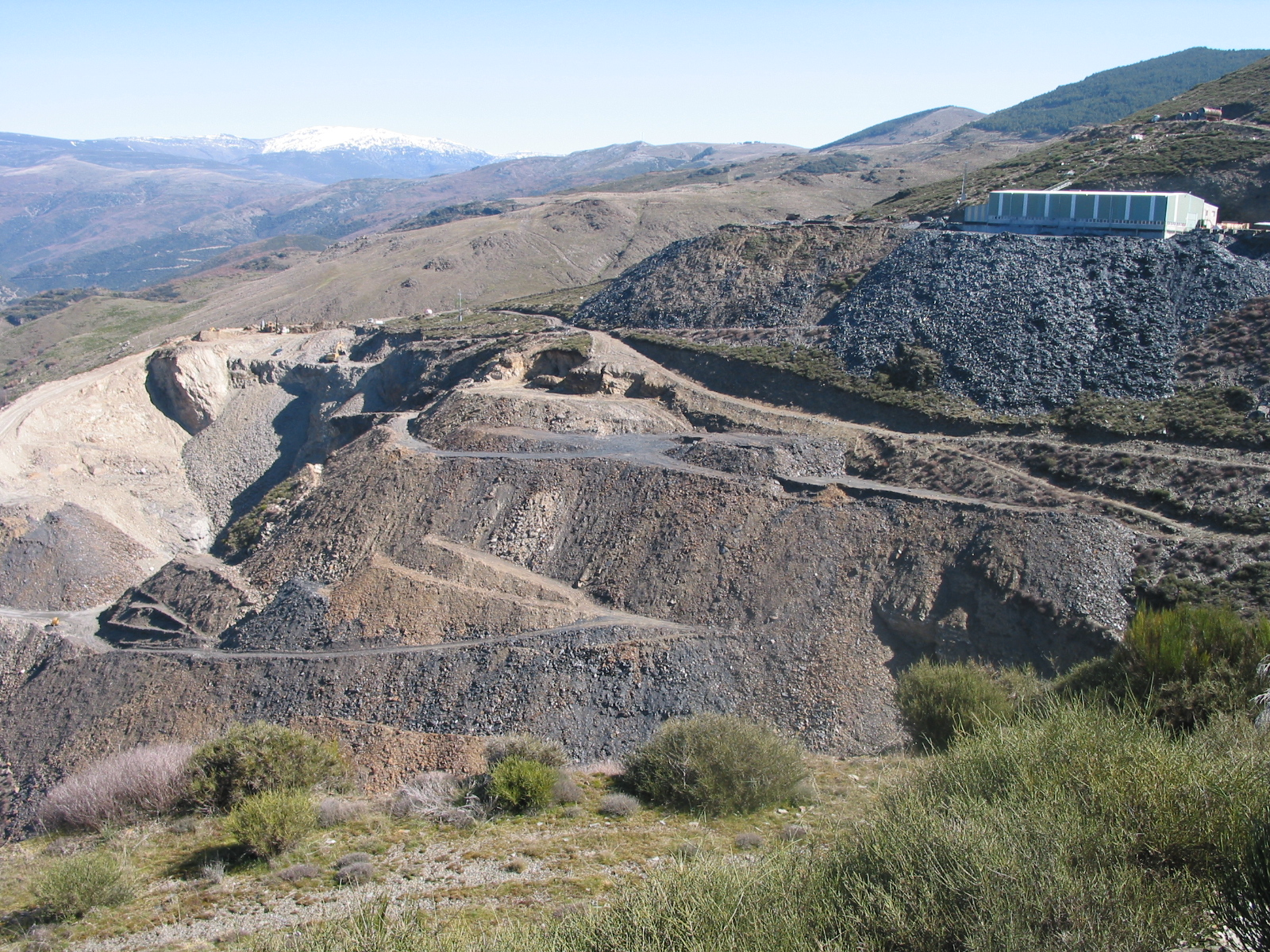
Una pedrera de pissarra

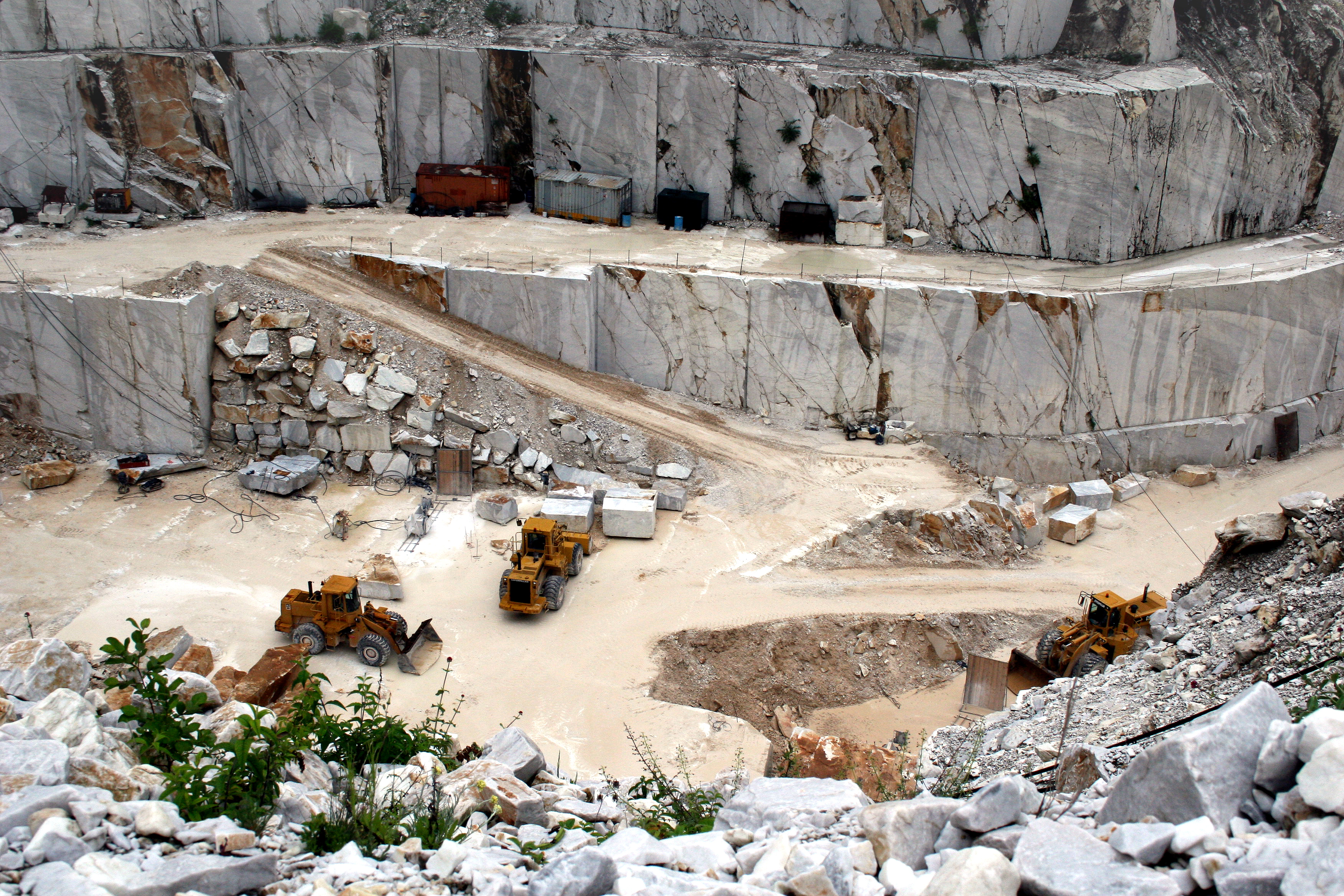
Estrats d'una pedrera a Carrara

Una pedrera és una explotació minera, generalment a cel obert, en la qual s'obtenen roques industrials, ornamentals o àrids. Les principals roques obtingudes en les pedreres són: marbres, granits, calcàries, travertins i pissarres. Solen tenir noms específics segons la mena de pedra se n'extreu, i així hom les anomena guixera, llosera, marbrera, marguera, tosquera, etc, segons que la pedra que se n'obtingui sigui per a fer guix, lloses, marbre, marga, pedra tosca, etc. Les pedreres tenen una determinada vida útil, i un cop esgotada, l'abandonament de l'activitat acostuma a originar seriosos problemes d'impacte ambiental, principalment relacionats amb la destrucció del paisatge i les ensulsiades.

## Tipus de roca de les pedreres
- Guix
- Porcellana
- Escòria volcànica
- Argila
- Carbó
- Àrids de construcció
- Coquina
- Diabasa
- Gabre
- Granit
- Basalt
- Andesita
- Andesita basàltica
- Arenisca
- Laterita[6]
  - Angkor Wat.[7]

## Pedreres notables

### Pedreres clàssiques
- Pedrera del Pentèlic, de marbre blanc.[8]
- Pedrera de Carrara, de marbre.[9][10]

#### Pedreres de l'Antic Egipte[11]
- Pedrera de Tura, de calissa de qualitat.
- Pedrera de Siena, de granit rosa.[12]

### Pedreres catalanes
- Pedrera de Montjuïc
  - Entrant al segle xvii el jesuïta Pere Gil escrivia: «La montanya de Mont Juich junt a Barcelona es de consideració per averse edificada della tota Barcelona. Diuen que la pedra creyx en ella: y que se a treta mes pedra della que no pujaria tota la dita montanya. Les moles della van per tot lo mon.»[13][14]
- Pedrera de la Vallençana, pedrera situada al terme municipal de Badalona.
- Pedrera dels Ocells, antiga pedrera ubicada a Barcelona
- Pedrera romana del Mèdol, antiga pedrera romana prop de Tarragona.
- Pedra de Montserrat.[15]

## Eines usades a les pedreres

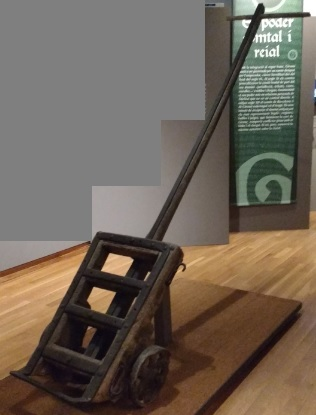
Carreta usada per transportar pedres.

Els picapedrers disposaven de diferents eines i instruments per realitzar la seva feina. Un dels elements que els facilitava la feina eren els carros que utilitzaven per transportar les pedres, una d'aquestes carretes es pot veure al Museu d'Història de Girona.

### Eines manuals
Algunes de les eines manuals són les següents:
- Buixarda
- Cisell
- Cisell de tall corbat
- Escoda
- Grípia
- Maça
- Martell
- Plomada

### Eines dels trencadors
Les eines bàsiques que empraven els trencadors eren l'escoda, el tallant, el picot de regatar, la picassa de diferents mides, el perpal, el càvec, l'escaire, les regles i les galgues o la règia, el xerrac, el punxó de ferro per marcar, i els tascons i les llaunes.

### Eines modernes
Els picapedrers actuals, a més de les eines manuals tradicionals, disposen d'eines amb motors elèctrics o pneumàtics. Algunes d'aquestes eines o sistemes de treball són noves: moles per a tallar, freses mecàniques, tall amb serres de cadena (per a pedres), tall per cable amb abrasiu, tall per aigua a pressió, …